# Ernst von Trautson
Ernst von Trautson (26. prosinca 1633., Beč – 7. siječnja 1702., Beč), austrijski grof i knez-biskup Beča.

## Životopis

### Rođenje i mladost
Ernst von Trautson rođen je 26. prosinca 1633. u Beču kao potomak moćne austrijske obitelji Trautson, koja je krajem 17. stoljeća stekla grofovski naslov. Ernstov mlađi polubrat, Johann Leopold, dobio je i kneževski naslov, čime je njihova obitelj uvrštena u najviši sloj austrijskog plemstva. Osnovnu i srednju školu završio je u Beču, a fakultet u Rimu.

### Crkvena karijera
Svećenikom je postao 1661., a biskupom Beča 1685. Njegovo biskupovanje bilo je obilježeno obnavljanjem objekata uništenih tijekom osmanske opsade Beča 1683. U posljednjim godinama biskupovanja koadjutorom je postao Franz Anton von Harrach zu Rorau, pripadnik visokih slojeva plemstva.

### Smrt
Ernst von Trautson preminuo je 7. siječnja 1702. u Beču, u dobi od 68 godina. Pokopan je u Bečkoj katedrali sv. Stjepana.